# Kittitas
Kittitas az Amerikai Egyesült Államok északnyugati részén, Washington állam Kittitas megyéjében elhelyezkedő város. A 2010. évi népszámlálási adatok alapján 1381 lakosa van.

## Történet
Az 1883-ban alapított Kittitas 1931. december 9-én kapott városi rangot. A település a Chicago, Milwaukee, St. Paul and Pacific Railroad (gyakran Milwaukie Roadként említve) vasútvonalának nyugati meghosszabbításakor jött létre; a posta, vegyesüzlet, baptista templom, raktárak és más üzletek a vasúti pálya mentén nyíltak meg.
A Mississippi–Wisconsin kapcsolat biztosítására kijelölt Milwaukie Road 1847-ben jött létre; 1905-ben elkezdődött a Chicago–Seattle irányú hosszabbítás, ezzel együtt a pálya villamosítása is. A nyugati irányú terjeszkedés költségei és a konkurencia miatt a járatok 1980-tól csak a Közép-Nyugaton közlekedtek.

## Éghajlat
A város éghajlata mediterrán (a Köppen-skála szerint Csb).
| Hónap                         | Jan.  | Feb.  | Már.  | Ápr.  | Máj. | Jún. | Júl.  | Aug. | Szep. | Okt.  | Nov.  | Dec.  | Év    |
| ----------------------------- | ----- | ----- | ----- | ----- | ---- | ---- | ----- | ---- | ----- | ----- | ----- | ----- | ----- |
| Rekord max. hőmérséklet (°C)  | 17,8  | 18,9  | 26,7  | 34,4  | 37,2 | 41,1 | 43,3  | 40,0 | 35,6  | 31,1  | 21,7  | 15,0  | 43,3  |
| Átlagos max. hőmérséklet (°C) | 1,7   | 5,6   | 11,7  | 16,1  | 20,6 | 24,4 | 28,9  | 28,9 | 24,4  | 16,7  | 7,2   | 0,6   | 15,6  |
| Átlagos min. hőmérséklet (°C) | −6,1  | −4,4  | −1,7  | 1,1   | 5,6  | 9,4  | 12,2  | 11,1 | 6,1   | 1,1   | −2,8  | −6,7  | 2,1   |
| Rekord min. hőmérséklet (°C)  | −33,9 | −30,6 | −20,6 | −10,0 | −7,8 | −1,1 | −11,1 | −3,9 | −8,9  | −12,8 | −33,9 | −35,0 | −35,0 |
| Átl. csapadékmennyiség (mm)   | 30    | 22    | 17    | 15    | 17   | 15   | 8     | 6    | 11    | 15    | 32    | 40    | 228   |
| Forrás: The Weather Channel   |       |       |       |       |      |      |       |      |       |       |       |       |       |

## Népesség
A 2010-es népszámláláskor a városnak 1381 lakója, 543 háztartása és 366 családja volt. A népsűrűség 683,7 fő/km2. A lakóegységek száma 579, sűrűségük 286,7 db/km2. A lakosok 86,7%-a fehér, 0,6%-a afroamerikai, 0,9%-a indián, 0,3%-a ázsiai,  8,2%-a egyéb, 3,3%-a pedig kettő vagy több etnikumú. A spanyol vagy latino származásúak aránya 13,1% (   )
A háztartások 39,2%-ában élt 18 évnél fiatalabb. 47,1% házas, 14,7% egyedülálló nő, 5,5% egyedülálló férfi, 32,6% pedig nem család. 27,3% egyedül élt; 9,6%-uk 65 éves vagy idősebb. Egy háztartásban átlagosan 2,54 személy élt; a családok átlagmérete 3,05 fő.
A medián életkor 33,3 év volt. A város lakóinak 28,4%-a 18 évesnél fiatalabb, 10,1% 18 és 24 év közötti, 26,9%-uk 25 és 44 év közötti, 21,9%-uk 45 és 64 év közötti, 12,7%-uk pedig 65 éves vagy idősebb. A lakosok 50,4%-a férfi, 49,6%-a pedig nő.

## Fordítás
Ez a szócikk részben vagy egészben  a   Kittitas, Washington című angol Wikipédia-szócikk ezen változatának fordításán alapul.  Az eredeti cikk szerkesztőit annak laptörténete sorolja fel. Ez a jelzés csupán a megfogalmazás eredetét és a szerzői jogokat jelzi, nem szolgál a cikkben szereplő információk forrásmegjelöléseként.